# Attaque contre le haut-commissaire d'Aden
L'attaque contre le haut-commissaire d'Aden est l'incident marquant le début de l'urgence d'Aden. Les nationalistes arabes du Front de libération nationale (en) ont lancé une attaque à la grenade contre le haut-commissaire britannique, Sir Kennedy Trevaskis (en), tuant une personne et en blessant 50 autres.
George Henderson, le haut-commissaire adjoint, a sauvé la vie de Sir Kennedy en le repoussant, mais est décédé plus tard de ses blessures.
L'incident a conduit la Grande-Bretagne à déclarer l'état d'urgence dans la colonie.